# Jean Ragnotti
Jean Ragnotti  (Pernes-les-Fontaines, 1945. augusztus 29. –)  francia  autóversenyző. A Renault kultuszversenyzője, hiszen csaknem teljes pályafutása során ezzel az autómárkával versenyzett.

## Pályafutása

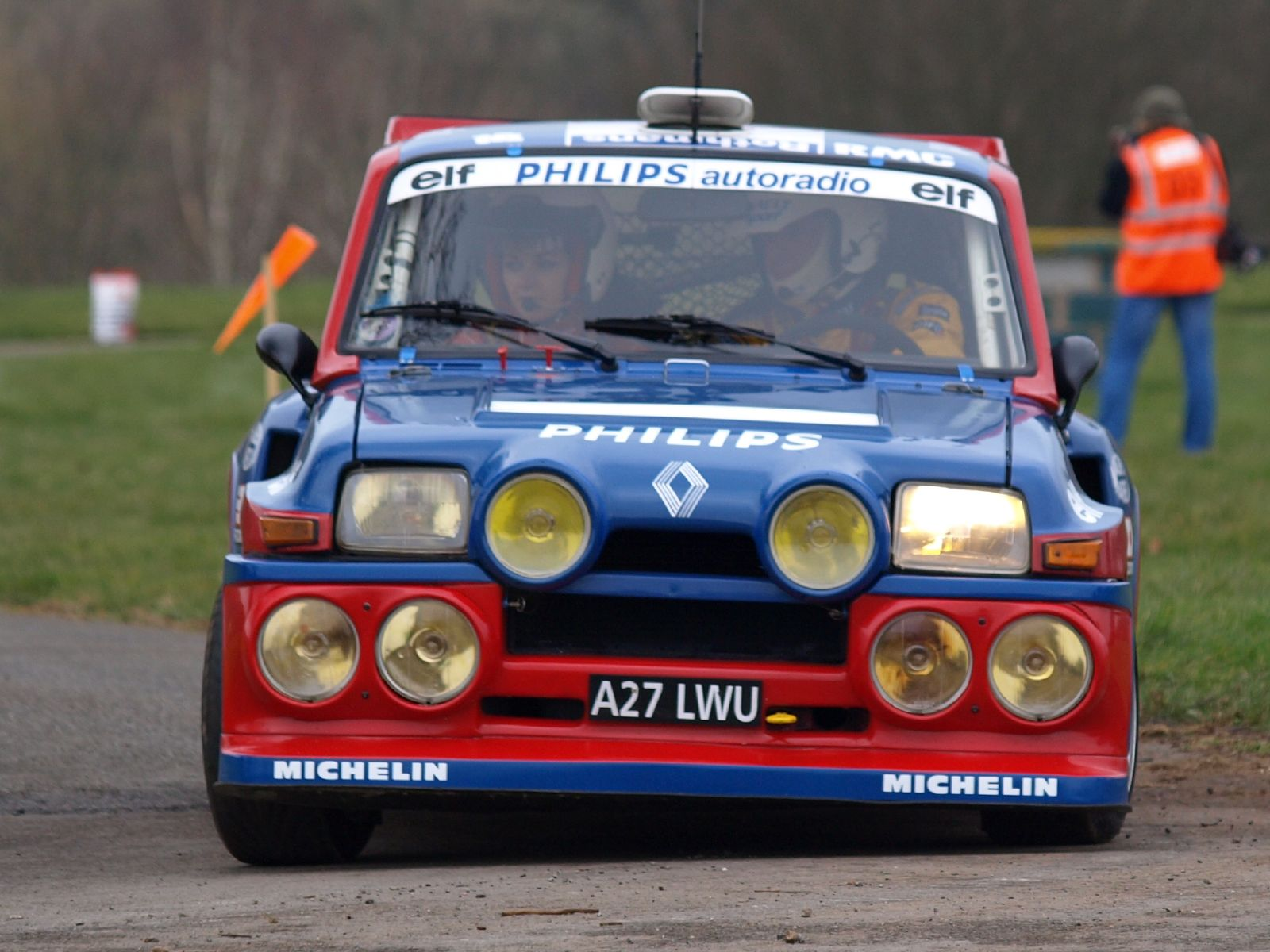
Ragnotti egykori autója

Első rali-világbajnokságán 1973-ban vett részt, de futamot csak 1981-ben, a Monte-Carlo-ralin tudott nyerni. Utoljára 1985-ben győzött, a Tour de Corse-on. Még körülbelül tíz évig volt rali versenyző, mielőtt visszavonult. Indult Le Mans-i 24 órás autóversenyen is, például az 1977-es versenyen 4. helyezést ért el egy Ford Cosworth DFV-el.